# Йерархия на отпадъците
Йерархията на отпадъците описва желан приоритет в различните начини за управление на отпадъците според това как и какво те привнасят към околната среда. Шестте общи стъпки за управление на отпадъците са: предотвратяване, намаляване, повторна употреба, рециклиране, производство на енергия и изхвърляне/образуване на сметище. След повишаването на екологичната осведоменост и устойчивото развитие са разработени различни версии за йерархията на отпадъците, но основната идея остава същата в повечето стратегии за намаляване на отпадъците. Целта на дейностите за третиране на отпадъци е да се увеличат максимално ползите от продуктите, а създаденото количество отпадъци да се сведе до възможния минимум.
Предотвратяването и намаляването на отпадъците е възможно чрез промяна на производствените технологии, промяна на суровините и производствените формули.
Още през 70-те години, когато осведомеността за околната среда започва да нараства, били формулирани първоначални идеи за създаване на система за управление на отпадъците. През този период започва да се появява осъзнаването, че отпадъците, генерирани по време на човешка дейност, не са еднороден „боклучен“ материал, който е бил изхвърлен в депото и че различните материали, които съставляват отпадъците, трябва да бъдат третирани по различен начин: трябва да се правят опити за предотвратяване на производството на някои от отпадъчните материали, други рециклируеми материали, някои от които могат да бъдат изгаряни за производство на енергия, а други от тях не си струва да се изгарят. През 80-те и 90-те години се акцентираше върху предотвратяването на образуването на промишлени отпадъци с оглед спестяване на ресурси, насочени дотогава за справяне с изхвърлянето на отпадъци. Срещу тази тенденция бяха положени усилия за разработване на по-чисти методи за производство. Например пренасочването на електроцентралите да използват гориво с по-малко замърсяване.